# Военный ординариат Франции

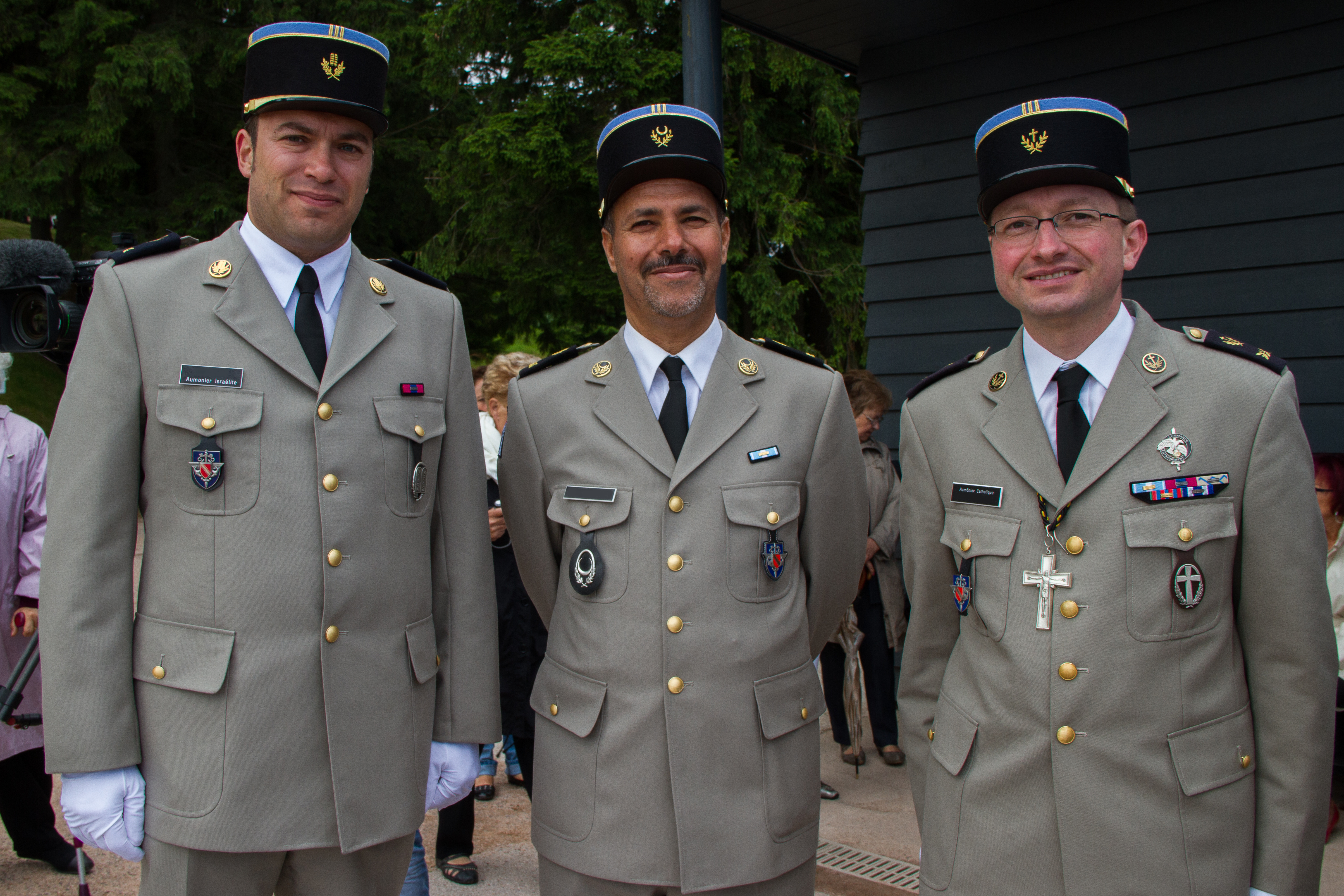
Военные капелланы для военнослужащих французской армии для (слева направо) иудейского, мусульманского и католического вероисповедания

Военный ординариат Франции (фр.  Diocèse aux Armées françaises) — военный ординариат Римско-католической церкви, действующий во Франции. Военный ординариат Франции, подчиняясь непосредственно Святому Престолу, обеспечивает пастырское попечение  военнослужащих католического вероисповедания французской армии и их семей. Кафедральным собором военного ординариата Франции является церковь святого Людовика на территории Дома инвалидов, Париж.

## История
26 июля 1952 года Святой Престол издал декрет «Obsecundare votis», которым учредил институт военного капеланства во Франции. 21 июля 1986 года Римский папа Иоанн Павел II выпустил апостольскую конституцию «Spirituali militum curae», которым возвёл институт военного капеланства во Франции в ранг военного ординариата.
Военный ординариат Франции разделён на четыре деканата, соответствующие различным родам войск французской армии сухопутных войск, ВМС, ВВС и жандармерии.

## Ординарии военного ординариата
- кардинал Морис Фельтен (29.10.1949 — 15.04.1967);
- архиепископ Пьер Вёйо (1.12.1966 — 15.04.1967);
- епископ Жан-Мари-Клеман Бадре (15.05.1967 — 10.12.1969 — назначен епископом Байё);
- епископ Габриэль Мари Этьен Ванель (21.04.1970 — 12.02.1983);
- епископ Жак Луи Жозе Фиэй (12.02.1983 — 22.04.1989 — назначен епископом Кутанса);
- епископ Мишель Мари Жак Дюбо C.I.M.[1] (9.08.1989 — 15.04.2000 — назначен епископом Эври-Корбей-Эсона);
- епископ Патрик Ле Галь (23.05.2000 — 7.10.2009 — назначен вспомогательным епископом архиепархии Лиона);
- епископ Люк Равель C.R.S.V. (7.01.2009 — 18.02.2017 — назначен архиепископом Страсбурга);
- епископ Антуан де Романе де Бон (18.02.2017 — по настоящее время).

## Источник
- Булла Spirituali militum curae  (лат.)